# Горовий Руслан Володимирович
Руслан Володимирович Горовий — український журналіст, автор відомого проекту «Служба розшуку дітей», Заслужений журналіст України, режисер-документаліст, поет і музикант, письменник, автор збірок повістей та оповідань (видані у 2002, 2007, 2011, 2013—2020, 2022 і 2023). Співзасновник видавництва «ТаТиШо». Засновник мистецького проекту Так працює пам'ять, що має на меті вшанування пам'яті Дані Дідіка. Музичний проєкт, у якому Руслан Горовий виконує свої авторські пісні англійською та українською мовами, називається Uki John. Чоловік Людмили Горової.

## Біографія та творчість
Народився 29 лютого 1976 року в місті Конотоп Сумської області. Старша дитина в сім'ї, має молодших брата і сестру. Рідному місту присвятив книгу «Конотоп земля легенд» (видавництво «ТаТиШо», 2018).
Закінчивши ЗОШ № 3, вступив у Конотопський електро-механічний технікум. Після розвалу СРСР перспектив для розвитку в українській глибинці не було, матеріальне становище було вкрай сутужним. Тож, кинувши на третьому курсі навчання, подався в мандри Європою (частково описані в оповіданні «Дев'яноста хвиля міграції»). Повернувшись після п'яти років перебування за кордоном, навчався, займався тележурналістикою, писав вірші, пісні та прозу.
Живе в Києві. Має двох дітей від першої дружини. У другому шлюбі 12 вересня 2017 року народилася донька Дарина.

### Журналістська діяльність
Після повернення з-за кордону зайнявся журналістикою, працював в телекомпанії КСТ (Конотоп), в газеті «Восточный проект» (Краматорськ), в ТРК Альтернатива (Київ). З 1998-го року працює в телекомпанії «Магнолія-ТВ», зокрема, в програмі «Ситуація» на каналі ЧП.INFO.
У 2006-му році закінчив з відзнакою Інститут кіно і телебачення КНУКіМ за спеціальністю режисер кіно і телебачення.

З 2001-го року Руслан Горовий займається розвитком проекту «Телевізійна служба розшуку. Допоможімо дітям!». Проект відомий нині як «Служба розшуку дітей» має на меті допомогу в розшуку зниклих дітей: створення відео- та друкованих матеріалів про них, інформування громадськості, збір і обробку інформації (приймальня «Служби розшуку дітей» та телефонна «гаряча лінія»), сприяння поверненню дитини додому. За більш як десять років діяльності проекту знайдено понад 1000 дітей (станом на 2015 рік). Серед відзнак, на які заслужив проект, особисто Руслан Володимирович отримав Орден Святого Архістратига Михаїла від Патріарха Філарета (УПЦ КП) і почесне звання Заслуженого журналіста України від Президента України Віктора Ющенка. 

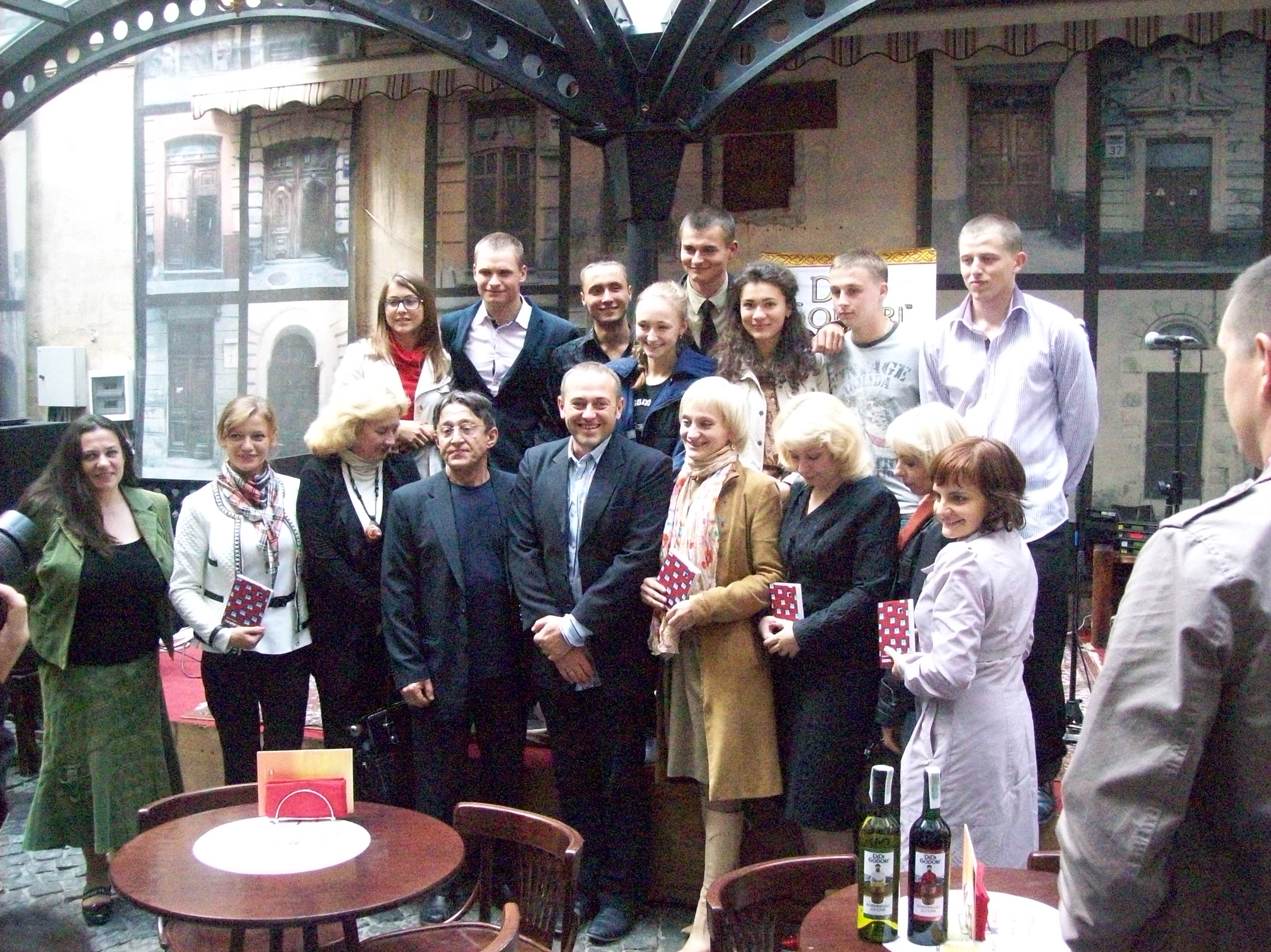
Презентація книги Руслана Горового «Гагарін і Барселона» у львівській Копальні кави. Поруч з Русланом засновник видавництва «Кальварія» пан Мацкевич

У 2011 році «Магнолія-ТВ» отримала найвищу національну нагороду в галузі журналістики «Золоте перо» — «За активну участь в захисті прав людини», на врученні нагороди компанію представляв Руслан Горовий.
Станом на літо 2016 року Руслан Володимирович обіймав посаду головного режисера «Магнолія-ТВ». У жовтні 2016 команда «Служби розшуку дітей» відзначила 15-річчя роботи проекту, за цей час знайдено 1262 дитини. За двадцять років роботи (на 2021) це вже 2142 дитини.

## Громадська діяльність
З часів євромайдану долучився до волонтерського руху, бере участь у діяльності Благодійного фонду «Вільні UA». Є одним з багатьох активістів, хто докладає зусиль для увічнення пам'яті Данила Дідіка. До його ініціативи створення пісень в пам'ять загиблого підлітка-активіста протягом року станом на липень 2020 долучилися 51 гурт і виконавець. В червні 2020 року Руслан Володимирович в рамках цього мистецького проекту Так працює пам'ять опублікував свою пісню-присвяту Дані Дідіку Спи моє дитя  (в записі взяв участь Сергій Жадан).
Влітку 2020 року згадується як один з поручителів Яни Дугарь у справі про вбивство Павла Шеремета.
Разом із Володимиром Регешею Горовий допомагав вихованцям Ладижинського та Меджибізького інтернатів. Позицію щодо одного з ключових питань сфери захисту прав дітей висловив у інтерв'ю Дзеркалу тижня:
Казармена пострадянська інтернатна система виховання дітей, від якої ми стільки років усе не можемо відкараскатися, — найстрашніше, що може бути. Чим більше дітей заберуть з інтернатів у будь-які сімейні форми виховання (усиновлення, опіка, ДБСТ — все що завгодно), тим краще.
Після початку російського вторгнення в Україну зимою 2022 року та витіснення російських військ з Київщини Руслан Горовий спільно з друзями (Олена Нечаєва та Роман Гуржій) почав надавати волонтерську допомогу людям і звільнених селах на півночі Київської області за напрямами:
- у бік Бородянки й Макарова;
- на Димер, Катюжанку, Демидів, Козаровичі;
- Мощун.

Зазвичай двічі на тиждень на власному авто розвозив побутову техніку, речі та будматеріали до "підшефних", яку збирає в людей, які готові пожертвувати саме речі. Кошти на будівельні роботи отримує від друзів та прихильників із діаспори. За характерний капелюх, віднайдений біля смітника в одному з волонтерських пунктів у Руслана з'явилося псевдо "Циган".

### Кінематограф
Руслан Горовий брав участь у дубляжі фільмів українською мовою, зокрема, німецької кінокомедії «Півтора лицарі». Сам знімає короткометражні та документальні фільми. Зокрема, в вільному доступі є художня короткометражка Страшна казка [Архівовано 25 січня 2014 у Wayback Machine.] за мотивами його оповідання.
Навесні 2013 на ЧП-ІНФО відбулася прем'єра документального фільму, присвяченого Куренівській трагедії, над яким Руслан Володимирович майже рік працював з колегами. Інша документальна стрічка «Система» змальовує побут службовців пенітенціарних установ Півдня України.
В 2024 році на екрани вийшла документальна стрічка «Мощун, щоденник Людмили Олександівни». Українська прем'єра відбулася 24 листопада в Херсоні на фестивалі «Legio Historicа», до того фільм був показаний в турне Горового у США.

#### Укропи Донбасу
11 квітня 2015 року телеканал ЧП-ІНФО показав прем'єру документальної стрічки Руслана Горового «Укропи Донбасу», присвяченої огляду подій на Сході України з точки зору лояльних нашій державі луганчан. Головний герой стрічки був одним з багатьох, хто пережив арешт і катування з боку незаконних військових формувань ЛНР за свою громадянську позицію та підтримку українських військових.
З ініціативи громадських діячів, активістів, діаспорних громад, а з зими 2015 також і дипломатичних представництв, покази стрічки відбулися у різних країнах та навіть у штаб-квартирі ООН.

#### Трохи нижче неба
В 2020 році Руслан Горовий став режисером фільму, задуманого та створеного групою ветеранів російсько-української війни. «Трохи нижче неба» — це чотири історії загиблих бійців 80-ї ОДШБ: Ігоря Римара, Володимира Труха, В’ячеслава Мельника та Івана Вітишина, учасників боїв за Донецький аеропорт, розказані їх побратимами. Автори та співпродюсери фільму, також учасники війни, Сергій Коновал та Михайло Ухман року провели 30 інтерв'ю в кількох регіонах України. Прем'єра фільму відбулася 29 січня 2021 року в київському Будинку кіно.

### Літературна творчість

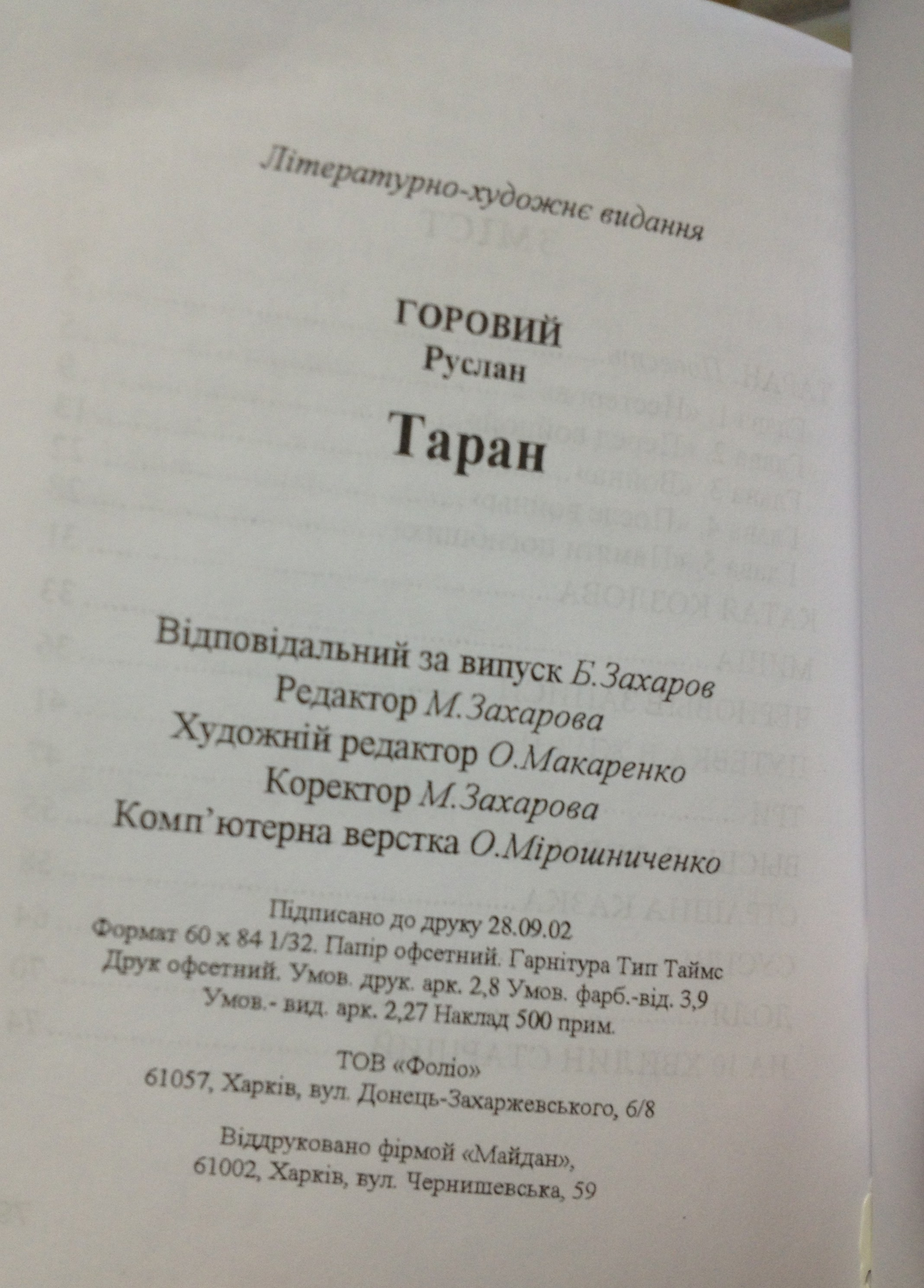
Перша книга Руслана Горового ’’Таран’’

Творчості Руслана Володимировича притаманний тверезий гуманістичний погляд на події новітньої історії та сучасності. Прозові твори сповнені теплих побутових історій про звичайних-незвичайних людей, яких легко можна зустріти на вулиці, або мандруючи потягом; джерелами творчості часто є спогади старших, міські легенди, власний багатющий життєвий досвід. Одним із джерел натхнення стала робота: в численних оповіданнях він викриває проблеми соціальної несправедливості, економічних (часто кримінальних) процесів становлення капіталізму, духовної кризи пов'язаної з розпадом радянської ідентичності та становленням української самосвідомості; їм властиві гостра соціальна тематика, захопливі карколомні сюжети, психологізм. Ряд творів повертає читачів до Чорнобильської трагедії, як одної з визначальних подій новітньої історії України. В творах 2014—2016 рр. Руслан Горовий часто звертався до спостережень у своїх волонтерських мандрівках на Схід України. Але навіть у таких складних темах автор часто веде оповіді сповнені світла та ліризму.

##### До 2013 року
У 2002 році Руслан Горовий надрукував у видавництві «Фоліо» повість і ряд оповідань в своїй дебютній книзі Таран. З середини 2000-х років публікує свою творчість в інтернеті, де знаходить шанувальників серед читачів і колег. Наприклад, Ян Валетов, український російськомовний письменник:
|  | …[дізнався] про вихід збірки оповідань чудового українського автора, якого декілька років читаю в блогах і дуже ціную. Ми знайомі за ніками (недавно дізнався, що його справжнє ім'я Руслан Горовий)… Для мене важлива не мова, якою пише людина, а те, що пише вона талановито. Оригінальний текст (рос.) …о выпуске книги рассказов прекрасного украинского автора, которого читаю несколько лет в блогах и очень ценю. Мы знакомы под никами (недавно узнал, что в реале его зовут Руслан Горовой)… Для меня важно не то, на каком языке пишет человек, а то, что он пишет талантливо.. |

Видавництво «Права людини» (Харків) випустило дві збірки оповідань Горового: Країна «У» (2008) та Buenos dias, chica (2011).
З середини 2000-х, Руслан Горовий у прозі послуговується виключно українською. Так само, українською веде сторінки в соціальних мережах. Є активним учасником творчого об'єднання україномовних блогерів Якздрасті.

##### 2013—2015 роки
13 вересня 2013 року відбулася презентація чергової книги Руслана Горового «Гагарін і Барселона». Видання здійснило видавництво «Кальварія». Знайомство читачів з книгою в рамках ХХ-го книжкового форуму у Львові відбулося за участі акторів, що розіграли сцени з оповідань Руслана Володимировича. 13 жовтня відбулась київська презентація книги у бібліотеці ім. Рериха. В наступні місяці відбувся ще ряд презентацій: у Києві, Дніпропетровську, Вінниці. Гагарін і Барселона опинились у переліку видань-претендентів на відзнаку «Найкраща книга року» за версією BBC 2013. Завдяки співпраці з Чеською асоціацією україністів книга була представлена також у Празі в рамках показу згаданого вище фільму «Київський потоп». Взимку 2017 року київський Молодий театр поставив спектакль на основі шести сучасних українських прозових творів. Серед них (поруч із творами Винничука, Жадана, Дереша і Кононенко) було й оповідання Горового Гагарін і Барселона, воно ж дало назву цілому спектаклю.
За рік на 21-му Форумі була представлена п'ята книга Руслана Горового «Ген воїна». Як і минулого року, презентацію в Львівській копальні кави супроводжував перфоманс. Нову книгу підготувало видавництво «Кальварія», ілюстрував відомий художник Андрій Єрмоленко. Книга вміщає чотири твори, один з яких присвячений долі льотчика-учасника АТО. Оповідання Нижче неба характеризували як розповідь про війну без пафосу. Дія ще одного твору — фантастичної повісті Ген воїна повертає читачів до Зони відчуження та розгортається на тлі спільної російсько-української військової операції, що обертається відкритим протистоянням; на презентації книги в Києві Борис Захаров назвав цю історію написану кілька років тому «передбаченням нинішньої війни». Петро Мацкевич, засновник видавництва «Кальварія» зауважив, що принаймні дві речі, включно з повістю «Ген воїна», мали б бути романами.
26 серпня видавництво «Кальварія» оголосило про вихід нової книги Руслана Горового — «Казки на ніч». Це збірка коротких есеїв та оповідань, які автор щодня викладав на своїй сторінці у мережі facebook. Обкладинка книги створена Андрієм Єрмоленком. Була представлена на Форумі видавців 2015. У лютому 2016 доповнені новими історіями «Казки на ніч» виходять у бібліотечці Клубу сімейного дозвілля.
В 2015 році завершилась співпраця Горового з видавництвом «Кальварія»; була презентована збірка «13 оповідань, або Те, повз що ми проходимо не помічаючи», надрукована видавництвом «Віват» у серії інтелектуальної художньої літератури «Вітражі».

##### З 2016-2021
2016 року Руслан Горовий став одним із засновників видавництва «ТаТиШо». Первістком новоутвореного видавництва стала його восьма збірка «40 …або чому чуваки не святкують»; представлена 16 вересня на Форумі видавців книга заявлена в довгому списку претендентів на звання Книга року ВВС-2016. Обкладинка виконана Надією Антонець у техніці асамбляж, назва та структура збірки, зміст деяких оповідань — все це мало б наштовхувати на думку про автобіографічний характер книги. Про створення «40 …або чому чуваки не святкують» автор розповів так: 
Події останніх років сильно вдарили по кожному, хто має очі і вуха. Моє 40-річчя з усім цим збіглося. Зазвичай письменники — такі люди, що уважно слухають, пропускають все навколо крізь себе і, зрештою, формують у щось. Так і зі мною. Каша в голові варилася, варилася і зварилася, тобто поступово оформилася в текст.
Кожна з десяти історій укорінена в нашій дійсності, пов'язана з широким колом осіб в оточенні Руслана Горового, дехто з них прямо згадається автором у анотації та виступах. У своїй рецензії до збірки Ольга Герасим'юк пише:
Нічого веселого чи смішного. Нічого однозначно доброго й щасливого… Часто хочеться заревіть… І часто — від того, що там немає позерства, декорацій, від того, що там описані ті — кого ти знаєш у цьому, ненаписаному житті, і саме такими, без прикрас, ти їх знаєш.
Друга книжка Руслана Володимировича в видавництві «ТаТиШо» з'явилася в вересні 2017 року. «1000 і 1 ніч війни» вийшла з присвятою Данилові Дідіку, 15-річному хлопцеві загиблому внаслідок теракту під час маршу єдності в Харкові 22 лютого 2015 року. Презентації книги відбулись або заплановані в Києві, Харкові та Львові.
В квітні 2018 в складі об'єднання Якздрасті Руслан Горовий і Людмила Горова відвідали ряд міст України з презентаціями книги-антології цього об'єднання.
Після вирішення юридичних питань з Кальварією були перевидані раніші книжки Горового. У травні 2018 року відбулася презентація книжки «Конотоп Земля Легенд» виданої «ТаТиШо». Тексти цієї книжки, як і Казки на ніч, вперше з'явились на сторінці facebook автора з хештегом #КонотопЗемляЛегенд. Особливістю цієї збірки стало одночасне видання друкованої та аудіо- книг.
В грудні 2018-го в співпраці з видавництвом «Люта справа» вийшла друком книжка «Усі ми родом не з Києва». Збірка складена переважно з гумористичних новел, певним чином продовжує оповіді з попередньої книги, розширюючи географію на десятки інших українських містечок. Це книжка-картинка, зображення для неї зробив художник із Харкова, Микита Тітов. Анонсується також вихід аудіокниги, записаної в співпраці з багатьма відомими діячами української естради.
Навесні 2019 київський експериментальний театр Золоті Ворота анонсував створену Горовим і Татусею Бо п'єсу з назвою «Бери од жизні всьо». В кінці літа в Києві відбулась презентація книги Руслана Горового «Про людей», виданої «ТаТиШо». На ресурсах видавництва є інформація про заплановані наступні зустрічі письменника в Україні та закордоном.
В серпні 2020 року «ТаТиШо» представило книжку «Ми», яку автор описав як третю (після «Конотоп Земля Легенд» і «Усі ми родом не з Києва») збірку «коротких смішних та милих оповідань про людей. Книга «Ми» — це логічне продовження цієї теми: про нас, наш двір, нашу школу, наші стосунки». Обкладинку створила Ярина Саєнко, а ілюстрації — відомий завдяки своїм гострополітичним роликам аніматор Філл [Архівовано 12 листопада 2020 у Wayback Machine.], йому належить і візуальне оформлення афіш подій, присвячених книзі. Презентації відбулися в Києві, Конотопі та Харкові.

#### З 2022-го року дотепер
В грудні 2021 була анонсована, а в травні наступного року з'явилася збірка «Поіменник». 
Руслан Горовий — один із найкращих наших розповідачів, він направду уміє розказувати історії, а значить, уміє назвати всіх поіменно за мить до того, як його унікальні герої стануть «типовими». «Поіменник» — це збірник оповідань, в кожному з яких стикаються два світогляди, один із світів мусить зникнути; це буквально трагедійні сюжети, які сховані за історіями одного-з-нас…
В оповіданнях Горового важать не мізансцени.., а власне мить, коли герой робить вибір. 
— з рецензії Ганни Улюри «Зумій прогарчати своє ім’я».
Наступна книга «Жили собі люди» вийшла одразу двомовною, переклад англійською, «Once upon a nation» виконала письменниця і військова перекладачка Вікторія Решітько, видавництво «ТаТиШо». В цій новій книзі, презентованій 31 березня 2023, зібрані досвіди команди волонтерів, з якою Руслан Горовий відвідував деокуповані містечка і села України, а також історії жителів цих населених пунктів.

Книга «Скабки. Маленькі трісочки під шкірою» була анонсована під час осінніх виступів і зустрічей з читачами, а вийшла в лютому 2024, скоро після повернення Горових зі США, де вони мали виступи на обох узбережжях, в Лос-Анджелесі, Нью-Йорку і в інших містах. Щодо своїх заокеанських поїздок, Руслан Горовий у листопаді 2023 сказав наступне:
Все, що продається в Україні з видавництва, йде або на підтримку видавництва, або коли терміново потрібно закрити якісь дірки по “волонтерці”. Все, що вивозиться за кордон, абсолютно вся сума з проданих книг, йде або на військо або на допомогу деокупованим територіям. Бо де в Україні я поїду продавати книги і за три дні зароблю на дві машини для військових? Ніде. А за кордоном зовсім інші ціни. За цей рік у мене вже було три такі тури по США.

### Театр
За творами Руслана Горового втілені театральні постановки, серед яких «Гагарін і Барселона» (реж. Андрій Білоус, Київський академічний Молодий театр, 2017), «Бери од жизні всьо» Тетяна Губрій, Київський академічний театр «Золоті ворота», 2019).
2020 року у постановці режисера Максима Голенка театр «Ампулка» випустив постановку «Чуваки не святкують, або Ukrainian» — п'єсу за мотивами оповідань письменника написав Олексій Доричевський, діють в ній сам Руслан Горовий та актор Дмитро Усов.

## Видання творів Руслана Горового
- Таран — Харків: Фоліо, 2002
- Країна «У» — Харків: Права людини, 2008
- Buenos dias, chica — Харків: Права людини, 2011
- Гагарін і Барселона — Львів: Кальварія, 2013
- Ген воїна — Львів: Кальварія, 2014
- Казки на ніч. Оповідки — Львів: Кальварія, 2015
- 13 оповідань, або Те, повз що ми проходимо не помічаючи — Харків: Віват, 2015
- Казки на ніч — Харків: Книжковий Клуб «Клуб Сімейного Дозвілля», 2016
- 40 …або чому чуваки не святкують — Київ: ТаТиШо, 2016
- 1000 і 1 Ніч війни — Київ: ТаТиШо, 2017
- Конотоп Земля Легенд — Київ: ТаТиШо, 2018
- Усі ми не з Києва — Київ: Люта справа і ТаТиШо, 2018
- Про людей — Київ: ТаТиШо, 2019
- Ми — Київ: ТаТиШо, 2020
- Поіменник — Київ: ТаТиШо, 2022
- Жили собі люди / Once upon a nation — Київ: ТаТиШо, 2023
- Скабки. Маленькі трісочки під шкірою — Київ: ТаТиШо, 2024.

## Фільмографія
- «Київський потоп» 2013
- «Система» 2013
- «Укропи Донбасу» 2016
- «Переселенець» 2018
- «Трохи ниже неба» 2021
- «Мощун, щоденник Людмили Олександрівни» 2024

## Цікавинки

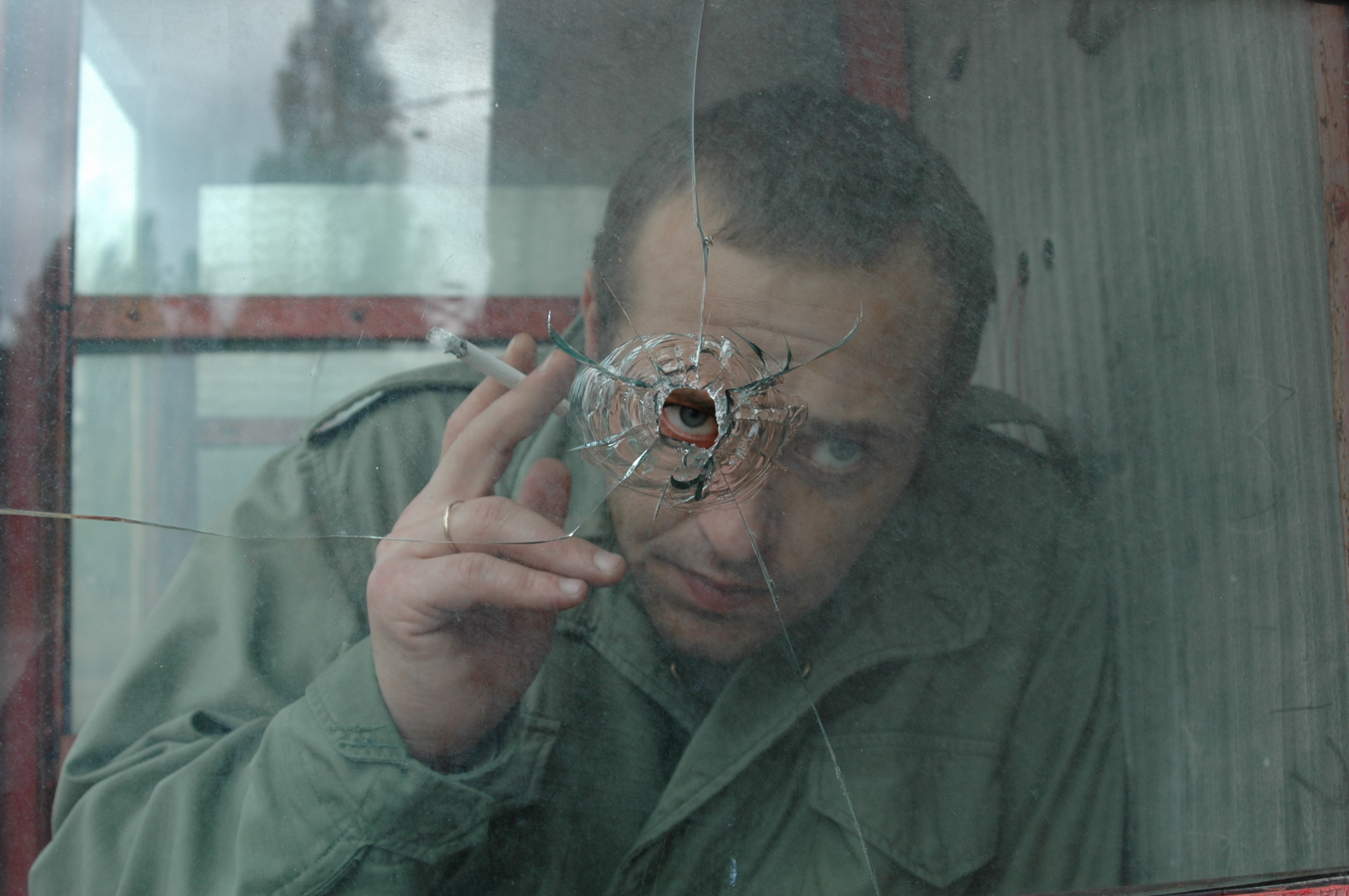
Руслан Горовий під час подорожі в Прип'ять, 2008 рік

- прізвисько Морж (яке, зокрема, використовував на форумі figvam.net) Руслан отримав за «зимове купання» в ополонці в одному з сюжетів програми «Ситуація», де роз'яснював, як рятувати себе в випадку провалу під кригу[57], продовжує практикувати зимове купання
- у середині 1990-х Руслан Горовий брав участь у бійці з неонацистами на території меморіалу радянським воїнам в Тирґартені, Берлін[58]
- в 2012 році на хвилі інтересу до т. зв. феномену-2012 Руслан Горовий анонсував в інтернеті свій науково-фантастичний роман з власною (оптимістичною) версією «кінця світу»[59], ідея була реалізована в книжці «Ген воїна»
- з початку військового конфлікту на Донбасі Руслан разом із музикантами гурту Антитіла здійснив десятки поїздок у зону конфлікту з волонтерськими вантажами для населення і ЗСУ[60]
- тексти книги «Конотоп Земля Легенд» ще до її публікації стали предметом літературознавчого дослідження: «#КонотопЗемляЛегенд» Руслана Горового: стратегії творення комічного Вещикової О. С.; передруковане кількома виданнями дослідження присвячене «поетикальним рисам і наративним стратегіям циклу», містить аналіз авторських прийомів, розглядає його в контекстах сучасної і класичної прози.